# 오하라 노리코
오하라 노리코(일본어: 小原 乃梨子 おはら のりこ[*], 1935년 10월 2일~2024년 7월 12일)는 일본 여자 성우며, 출신지는 도쿄이다. 본명은 토베 노리코(戸部 法子)이다. 81프로듀스 소속 (2018년 6월 3일 부로 스튜디오 바오밥에서 이적)

## 출연작

### 애니메이션
- 대공마룡 가이킹 - 에리카(21화)
- 도라에몽(니혼 TV판) - 노비 타마코(노진구 엄마)
- 도라에몽(TV 아사히판) - 노비 노비타(노진구), 노비 노비스케(노장돌) (1979~2005까지 담당)
- 마징가 Z - 에리카(67화)
- 마린보이(일본어판) (해저소년 마린) - 마린
- 무적강인 다이탄3 - 지라
- 근성개구리 - 엄마
- 미래소년 코난 - 코난
- 바람과 나무의 시 - 세르쥬 바토르
- 봄버맨 비다맨 폭외전 - 다크 바아야(다크할멈)
- 아라비안 나이트 신밧드의 모험 - 신드바드
- 시끌별 녀석들 - 오유키
- 세계명작극장 엄지공주 (1978년작 극장판) - 왕자님
- 엄마찾아 삼만리 - 콘체타 펩피노
- 우주대제 갓시그마 - 테랄, 카스가 쇼타
- 일상 - 4화 나레이션
- 초시공요새 마크로스 - 클로디아 라살르, 내레이션
- 초전자머신 볼테스 V - 고우 히요시, 리이 캐서린, 고우 미츠요(젊은 시절)
- 캡틴 하록 시리즈 - 미메
- 타임보칸 시리즈 - 얏타맨의 도론죠를 비롯한 삼악의 여자보스
- SF 서유기 스타징가 - 베라미스
- UFO로보 그렌다이저 - 루비나

### 게임
- 건버드 새턴판, 건버드 2 DC판 - 3인조 악당의 여보스
- 각종 도라에몽 게임 시리즈 - 노비 노비타(노진구)
- 실황 떠벌이 파로디우스 - 2P측 해설

### 외화
- 고인돌 가족 플린스톤 - 윌마 플린스톤
- 월레스와 그로밋: 양털 도둑 - 웬돌린 램스바텀

### 특촬물
- 로봇 110번 - 케이 군